# Brankovics István szerb despota
VII. Brankovics István vagy Vak Szent István (szerbül: Стефан Бранковић), (1417 – 1476. október 9.) szerb despota 1458-tól 1459-ig.

## Élete
Fivére, Lázár özvegyével, Jelenával, és Angyelovics Mihály vajdával együtt foglalta el a trónt. Vak volt, és Jelenával a magyarokhoz húzott, Angyelovics a törökökhöz. A magyar párt győzött, I. Mátyás magyar király ezek után pedig Szerbiát magyar tartománynak tekintette és a szegedi országgyűlésen Tomasevics István boszniai herceget – aki II. Lázár leányát, Jelenát feleségül vette – ismerte el Szerbia és Bosznia uralkodójának. A Brankovicsoknak semmi sem maradt Szerbiából: István trónfosztása után családjával Siklósra menekült, és csak a szerb despota címét viselte, de országa nem volt. Járt segítségért Albániában és Velencében is, de hiába. A Szerémségben halt meg, a Krušedol kolostorban nyugszik. Felesége, Angyelia és gyermekei: György, Mára és Iván a Szerémségben maradtak.